# Bennett (Caroline du Nord)
Pour les articles homonymes, voir Bennett.
Bennett est une census-designated place américaine située dans le comté de Chatham dans l'État de Caroline du Nord. En 2010, sa population était de 282 habitants.

## Source de la traduction
- (es) Cet article est partiellement ou en totalité issu de l’article de Wikipédia en espagnol intitulé « Bennett (Carolina del Norte) » (voir la liste des auteurs).